# Cộng hòa Ả Rập Libya
Cộng hòa Ả Rập Libya là chính thể đã  tồn tại ở Libya từ năm 1969 sau khi cuộc đảo chính của Muammar Gaddafi lật đổ Vua Idris

## Liên minh với Liên Xô
Sau khi cuộc đảo chính tháng chín, các thế lực Mỹ tiếp tục cố tình rút lên kế hoạch từ căn cứ không quân Wheelus theo thoả thuận với chính phủ trước đó. Cuối cùng đội ngũ người Mỹ chuyển sang các thiết bị Libya vào ngày 11 Tháng Sáu 1970, một ngày sau đó ở Libya tổ chức Quốc khánh. Khi quan hệ với Mỹ liên tục xấu đi, Gaddafi liên kết chặt chẽ với Liên Xô và các nước Đông Âu khác, trong khi duy trì lập trường Libya là một quốc gia không liên kết và chống lại sự lan truyền của chủ nghĩa cộng sản trong thế giới Ả Rập. Quân đội của Libya mạnh tăng từ lực lượng trước cách mạng 6.000 người đã được đào tạo và được trang bị bởi người Anh đã được trang bị áo giáp và tên lửa do Liên Xô xây dựng.

## Khủng hoảng dầu mỏ năm 1973
‎Nhấn mạnh vào việc tiếp tục sử dụng dầu mỏ làm đòn bẩy chống lại Israel và những người ủng hộ ở phương Tây, Libya mạnh mẽ kêu gọi Tổ chức các nước xuất khẩu dầu mỏ‎‎ (OPEC)‎‎ ‎‎hành động vào năm 1973,‎‎và binh lính Libya chịu trách nhiệm một phần cho các biện pháp của OPEC để tăng giá dầu, áp đặt lệnh cấm vận và giành quyền kiểm soát sản xuất. Vào ngày 19 tháng 10 năm 1973, Libya là quốc gia Ả Rập đầu tiên ban hành lệnh cấm vận dầu mỏ đối với Hoa Kỳ sau khi Tổng thống Hoa Kỳ Richard Nixon tuyên bố Hoa Kỳ sẽ cung cấp cho Israel một chương trình viện trợ quân sự trị giá 2,2 tỷ đô la trong ‎‎Chiến tranh Yom Kippur.‎‎ ‎‎  Ả ‎‎Rập‎‎ Xê Út  và các quốc gia sản xuất dầu Ả Rập khác trong OPEC sẽ làm theo vào ngày hôm sau.
‎Trong khi các quốc gia Ả Rập khác dỡ bỏ lệnh‎‎ ‎‎ cấm vận dầu mỏ vào ngày 18 tháng 3 năm 1974, chế độ Gaddafi đã từ chối làm như vậy. Do hậu quả của các chính sách như vậy, sản lượng dầu của Libya đã giảm một nửa từ năm 1970 đến năm 1974, trong khi doanh thu từ xuất khẩu dầu tăng hơn bốn lần. Sản lượng tiếp tục giảm, chạm đáy ở mức thấp nhất trong 11 năm vào năm 1975 vào thời điểm chính phủ đang chuẩn bị đầu tư một lượng lớn doanh thu dầu mỏ vào các lĩnh vực khác của nền kinh tế. Sau đó, sản lượng ổn định ở mức khoảng hai triệu thùng mỗi ngày. Sản xuất và do đó thu nhập giảm một lần nữa vào đầu những năm 1980 do giá dầu thô Libya cao và do suy thoái kinh tế trong thế giới công nghiệp hóa làm giảm nhu cầu dầu từ tất cả các nguồn. ‎
‎Kế hoạch chuyển đổi kinh tế và xã hội 5 năm của Libya (1976-1980), được công bố vào năm 1975, được lập trình để bơm 20 tỷ USD vào phát triển một loạt các hoạt động kinh tế sẽ tiếp tục mang lại thu nhập sau khi dự trữ dầu mỏ của Libya đã cạn kiệt. Nông nghiệp dự kiến sẽ nhận được phần viện trợ lớn nhất trong nỗ lực làm cho Libya tự cung tự cấp lương thực và giúp giữ cho người dân nông thôn trên đất liền. Ngành công nghiệp, trong đó có rất ít trước cuộc cách mạng, cũng nhận được một khoản tài trợ đáng kể trong kế hoạch phát triển đầu tiên cũng như trong kế hoạch thứ hai, được đưa ra vào năm 1981.‎